# Heber Springs, Arkansas
Heber Springs är en stad (city) i Cleburne County, i delstaten Arkansas, USA. Enligt United States Census Bureau har staden en folkmängd på 7 146 invånare (2011) och en landarea på 21,7 km². Heber Springs är huvudort i Cleburne County.